# Scylacosuchus
Scylacosuchus is een geslacht van uitgestorven therapsiden, behorend tot de Therocephalia. Het leefde in het Laat-Perm (ongeveer 258 - 254 miljoen jaar geleden) en zijn fossiele overblijfselen zijn gevonden in Rusland.

## Naamgeving
De typesoort Scylacosuchus orenburgensis werd in 1968 benoemd in door Tatarinov. De geslachtsnaam is een combinatie van het Grieks skylax, 'puppy', en Souchos, de Egyptische krokodillengod. De soortaanduiding verwijst naar de herkomst uit de oblast Orenburg. 
Het holotype is PIN 2628/1, een schedel en dentarium. Later zijn meer fossielen toegewezen, waaronder vrijwel compleet craniaal en postcrania>al materiaal, gevonden in de oblast Orenburg in Rusland en daterend uit het Laat-Perm.

## Beschrijving
Dit dier moet een grote en vrij robuust gebouwde therocephaliër zijn geweest. Hoewel vergelijkbaar met de Zuid-Afrikaanse Scylacosaurus, was het lichaam massiever en groter van formaat. De schedel was zwaar, met een langwerpige snuit en grote slaapvensters. Het intertemporale gebied tussen deze vensters was sterk ontwikkeld en vormde een hoge sagittale kam die de verankering van krachtige kaakspieren mogelijk maakte. Het epipterygoïde was erg langwerpig. 
Er waren vijf bovenste en vijf onderste voortanden, lang en scherp; vóór de eigenlijke hoektanden stonden twee accessoire hoektanden van klein formaat. De hoektand was lang en sterk. De kleine postcanine tanden erachter telden zes in het bovenkaaksbeen en vier in het dentarium van de onderkaak.

## Fylogenie
Volgens Tatarinov leek Scylacosuchus erg op de kleinere Zuid-Afrikaanse therocephaliër Scylacosaurus. Daaropvolgende studies gaven aan dat Scylacosuchus een meer afgeleide vorm was, in de stam staand van de meer 'geavanceerde' groep van de Eutherocephalia.
Scylacosuchus is geplaatst in de Scylacosuchidae. Deze klade is gedefinieerd als alle Eutherocephalia die nauwer verwant zijn aan Scylacosuchus orenburgensis dan aan Akidnognathus parvus of Theriognathus microps.